# Hickorysläktet
Hickorysläktet (Carya) är ett växtsläkte i familjen valnötsväxter med 17 arter som växer naturligt i Nordamerika, Kina och Indokina. Näbbvalnöt (Annamocarya sinensis) kallas ibland för hickory. 
Med benämningen hickory avses vanligen virket, som också ibland kallas amerikansk valnöt. Beteckningen hickory är kollektiv då virket erhålls från flera olika arter för vilka virkets höga elasticitet är gemensamt. Det är relativt hårt, jämnt, segt och lätt att bearbeta samt mycket hållbart. Färgen växlar från ljust till mörkt brunt. För tillverkning används endast virke från äldre träd som i regel har mörk kärnved.

## Användningsområden
- Hickory användes tidigare till skaften i golfklubbor (numera stål/titan).
- De flesta trumstockar är också gjorda av hickory liksom vissa skaft till yxor.
- Hickoryträ används ofta vid grillning för att ge en rökdoftande smak.
- Förr användes hickoryträ vid tillagning av plankstek, medan det numera är ek som har bättre hållbarhet.
- Skidor (till främst längdåkning[3]) tillverkades förr ofta av hickory.
- Hickory användes tidigare ofta, jämte ask och andra träslag, i tennisracketramar.

Även stenfrukterna från flera arter av hickory används, då deras kärnor har behaglig smak och innehåller mycket olja. De kallas amerikanska valnötter och man skiljer mellan olika sorter, som äkta hickorynötter från Carya ovata, och illinoisnötter från Carya olivaeformis. Kärnor från arten Carya illinoinensis är kända som pekannötter. Ur kärnorna pressas olja, vilken går under benämningen amerikansk valnötsolja. Från några arter erhålls en bitter olja, som utnyttjas vid tvåltillverkning och annat teknisk användning. Den välsmakande oljan används som matolja.

## Bildgalleri

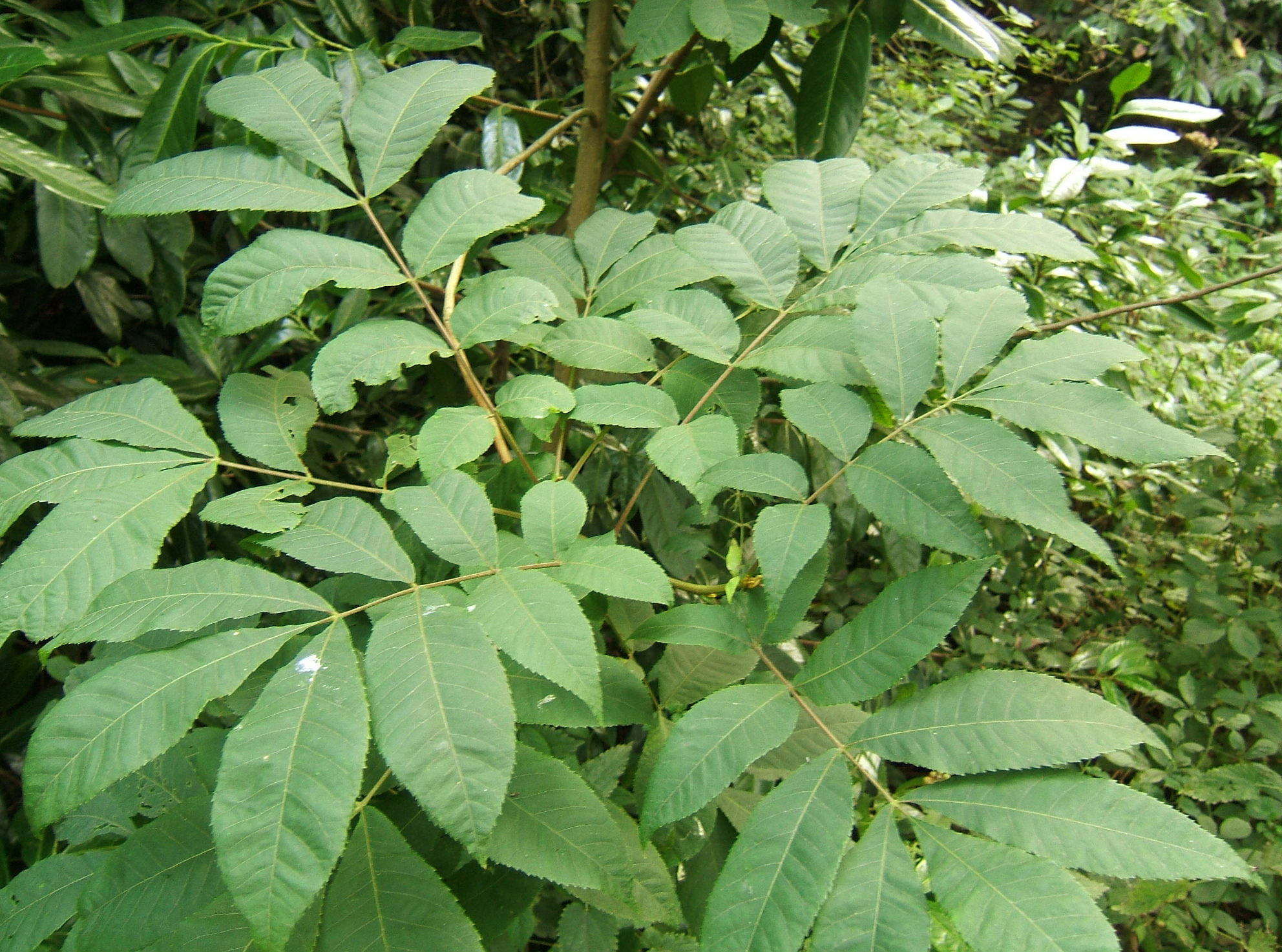
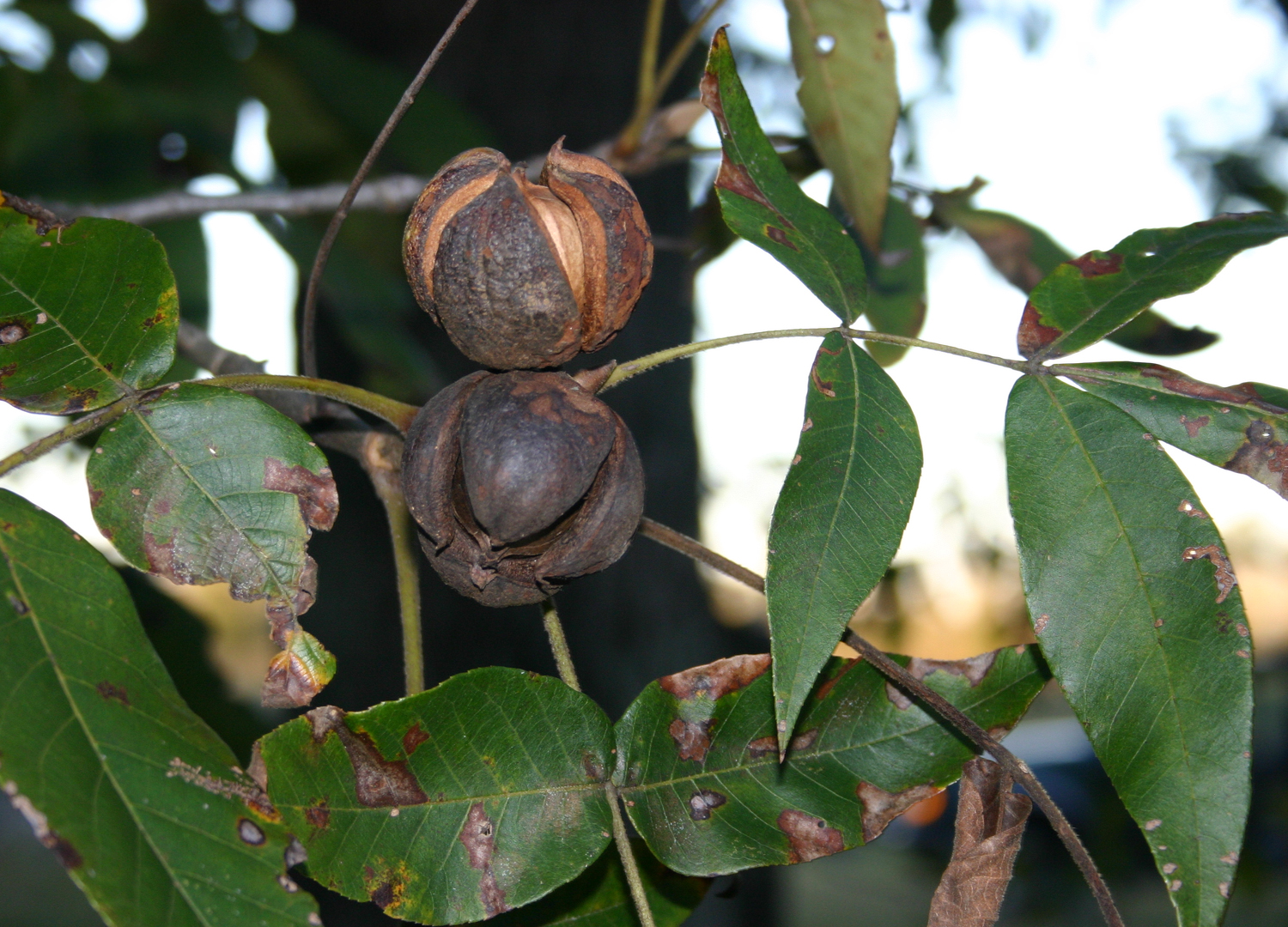
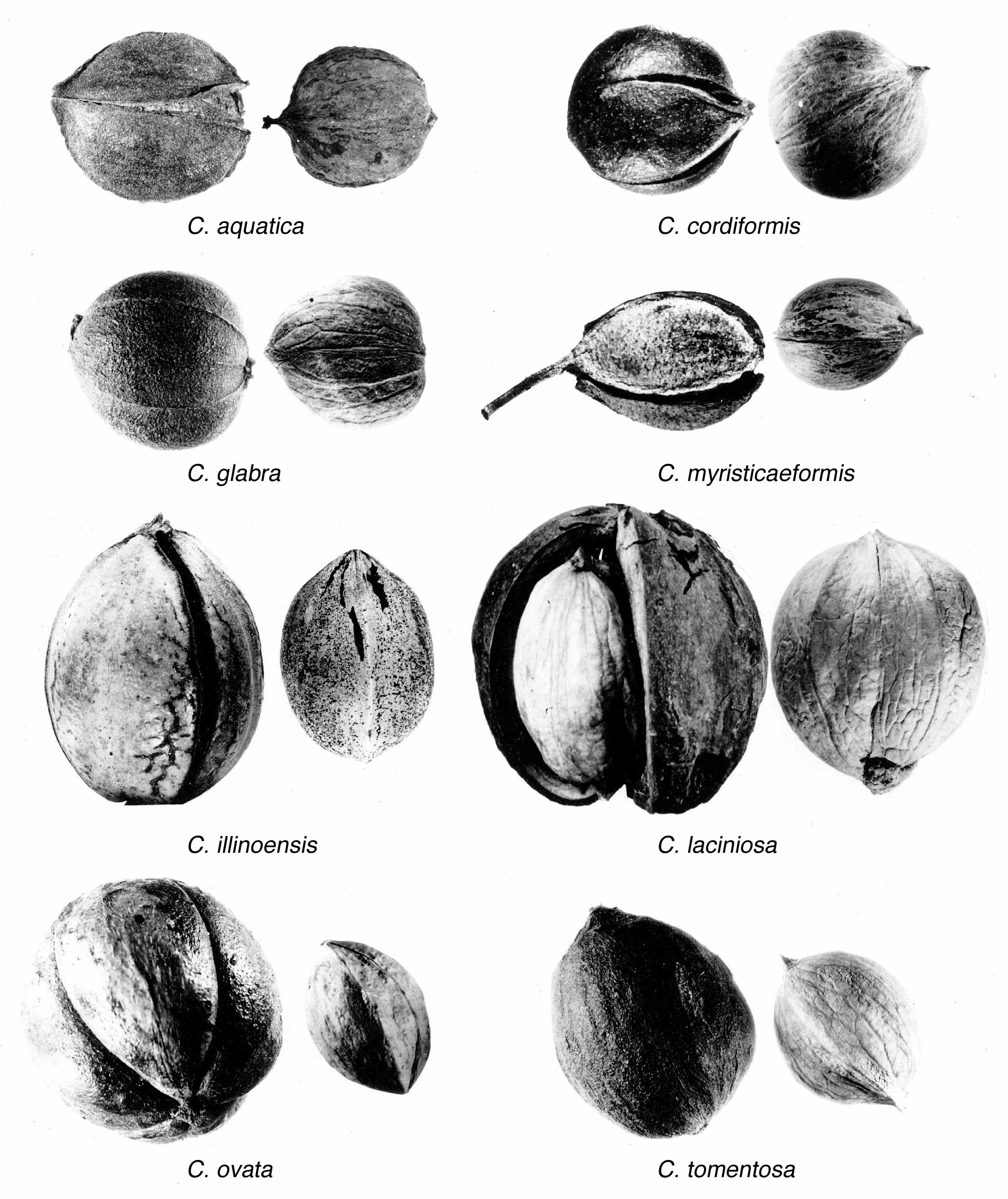

## Arter
Arter enligt Catalogue of Life:
- Carya alba
- Carya aquatica
- Carya brownii
- Carya carolinae-septentrionalis
- Carya cathayensis
- Carya collina
- Carya cordiformis
- Carya demareei
- Carya dunbarii
- Carya floridana
- Carya glabra
- Carya hunanensis
- Carya illinoiensis
- Carya kweichowensis
- Carya laciniosa
- Carya laneyi
- Carya lecontei
- Carya ludoviciana
- Carya myristiciformis
- Carya nussbaumeri
- Carya ovalis
- Carya ovata
- Carya pallida
- Carya palmeri
- Carya poilanei
- Carya schneckii
- Carya texana
- Carya tonkinensis